# Wynyard Village
Wynyard Village är en by i kommunen Borough of Stockton-on-Tees i grevskapet Durham i England. Byn är belägen 22 km 
från Durham. Orten har 2 593 invånare (2015).
Den norra delen av byn ligger i Wynyard civil parish i kommunen Borough of Hartlepool. 